# Haute École Francisco Ferrer
Pour les articles homonymes, voir Ferrer.
La Haute École Francisco Ferrer (HEFF) est un établissement d’enseignement supérieur créé le 5 août 1995 par la Ville de Bruxelles. Les domaines d'enseignement sont : Arts appliqués, économie, paramédical, pédagogie, technique, traduction et interprétation, social.

## Histoire
Lorsqu’il fallut donner un nom à cette nouvelle structure, le choix se porta sur Francisco Ferrer (1859-1909) qui incarnait les idéaux dont notre communauté éducative se réclame, s’inscrivant résolument dans le mouvement idéologique construit au fil des années par l’Instruction publique de la Ville de Bruxelles :
- la liberté de l’individu ;
- le rationalisme scientifique ;
- le progrès et l’égalité des chances.

## Présentation
Elle fait partie du réseau de l’enseignement officiel subventionné. La Ville de Bruxelles en est le pouvoir organisateur, la Communauté française de Belgique, l’autorité subsidiante.
Née du décret "Hautes écoles" du 5 août 1995, elle regroupe en son sein différents instituts de la Ville de Bruxelles, regroupés en 7 catégories d’enseignement :
- Arts appliqués (Bischoffsheim)
- Économique (Cooremans)
- Paramédicale (Éveline Anspach et Demot-Couvreur)
- Pédagogique (Buls-De Mot)
- Technique (Demot-Couvreur)
- Traduction et Interprétation (Cooremans ; intègre la Faculté de Lettres, Traduction et Communication de l'Université libre de Bruxelles en septembre 2015[2])
- Sociale (Cooremans)

La Haute École Francisco Ferrer accueille environ 2 800 étudiants.
Comme chaque Haute École, elle dispose d'un conseil étudiant: le CEA (pour Conseil des étudiants administrateurs de la Haute École Francisco Ferrer), qui représente les étudiants et défend leurs intérêts tant au niveau des autorités de la Haute École qu’au niveau de la Communauté française, par l’entremise de l’Unécof.

## Folklore à la Haute École Francisco Ferrer
Le Cercle Hermès est actif dans le monde estudiantin bruxellois depuis 1975. D'abord cercle de l'Institut d'enseignement supérieur Lucien Cooremans (IESLC), il est devenu Cercle Hermès de la Haute École Francisco Ferrer (HEFF) pour suivre l'évolution "Haute École" de l'enseignement supérieur et ainsi s'ouvrir aux autres sections.
Ce faisant, le Cercle Hermès collabore avec le Conseil étudiant dans plusieurs projets et est présent dans les catégories Arts appliqués, économique, paramédicale, technique et traduction-interprétation de la HEFF. Par souci de transparence et de sécurité, il est constitué en asbl (association sans but lucratif) dont les statuts sont déposés chaque année au Moniteur belge. Son comité est constitué exclusivement d'étudiants/diplômés de la HEFF.

## Neutralité
Dans son « code de bonne conduite », la Haute école Francisco Ferrer (Ville de Bruxelles) indique : « Il est interdit de se présenter en portant des insignes, des bijoux ou des vêtements qui reflètent une opinion ou une appartenance politique, philosophique ou religieuse. ».
Le  4  juin,  la  Cour  constitutionnelle a reconnu le  bien-fondé  du  règlement  d'ordre  intérieur  des établissements d'enseignement supérieur de la Ville de Bruxelles, relatif  à  l'absence  de  port  de  signes  conventionnels  dans  l'enceinte  des  lieux d'apprentissage.
Une manifestation contre ces mesures, jugées par certains comme discriminatoires, est organisée le 5 juillet 2020 à Bruxelles.